# Chert

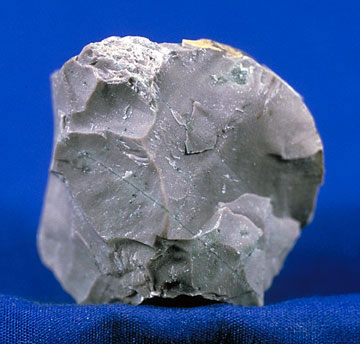
Chert

Chert este o varietate de cuarț microcristalin găsită în calcar (silexul este o altă varietate, găsită în cretă), respectiv un subtip de silicolit. În vorbirea populară se mai numește și cremene. Chertul este de obicei de culoare alb, gri, neagră sau maro și prezintă o suprafață mată sau translucidă.

## Utilizare
O varietate a sa a fost și este încă folosită în societățile umane primitive ca unealtă. Datorită durității sale, atunci când este lovit cu un obiect de fier produce scântei. Scânteile provin de la mici bucăți de fier care se aprind prin frecare.